# Бугда-тепе
Бугда-тепе — село в Курахському районі Дагестану.
В 1935 році в селі Кучхюр утворили колгосп. Через два до колгоспу прикріпили землі місцевості Бугда-тепе між річками Самур та Гюлгері. Землі заросли бур'янами та кущами. До сусідніх сіл не було дороги. Тільки де не де клаптиками кучхюрці вирощували кукурудзу. За кілька років землі вже були обчищеними та готові до посіву пшениці та ячменю. З 1938 року кучхюрці тримали там свої вівці. Лише в 1957 році кучхюрець Аьхмед першим збудував собі хату в Бугда-тепе. Згодом до нього приєдналися і інші кучхюрці. Сьогодні в селі вже 300 дворів та 720 осіб населення. Є школа, бібліотека, клуб, вузол зв'язку. В Бугда-тепе живуть і переселенці з деяких сіл Ахтинського району.